# Symmerus annulatus
Symmerus annulatus ist ein Zweiflügler aus der Familie der Ditomyiidae.

## Merkmale
Die Fliegen sind 7,5 bis 8 Millimeter lang und damit verhältnismäßig groß und auffällig. Ihre Stirn ist erhaben, der Kopf ist vorne abgeplattet. Die Facettenaugen sind nierenförmig. Es sind drei Punktaugen (Ocelli) ausgebildet. Die Palpen sind viergliedrig, wobei das dritte Glied eiförmig ist. Die Fühler haben zwei Grundglieder und 15 abgeflachte Geißelglieder. Die Männchen sind auffälliger gefärbt, als die Weibchen. Ihre Palpen und das Untergesicht sind gelb, der Scheitel und die Stirn sind schwärzlich-braun, der Thorax ist gelb. Das Mesonotum trägt drei Längsstreifen. Die Hinterleibssegmente sind gelb, ihr Hinterrand ist jedoch schwarzbraun. Das Weibchen ist rostgelb gefärbt. Die Flügel sind getrübt und grau behaart. Die Halteren sind gelb, mit dunklem Knopf. 

## Vorkommen und Lebensweise
Die Tiere sind in Europa weit verbreitet. Die Larven entwickeln sich in Pilzmyzel in faulendem Birkenholz. 

## Belege